# Diego Giustozzi
Diego Giustozzi (Buenos Aires, Argentina, 1 de agosto de 1978) es un exjugador y entrenador de Fútbol Sala argentino. Jugó de ala-cierre y su último equipo fue River Plate en el Campeonato de Futsal AFA (Argentina). Actualmente es entrenador de Selección de fútbol sala de Vietnam

## Como jugador
Diego Giustozzi dio sus primeros pasos jugando al baby-fútbol en el Club El Plata, luego continuó en las divisiones inferiores del Club Atlético River Plate, donde compaginaba futsal con fútbol de once. Ante una convocatoria de la Selección juvenil argentina decide definitivamente dedicarse al fútbol sala. 
Su debut en el Campeonato de Futsal AFA se produjo en la temporada 1995 en Atlético Lugano. Con esta camiseta Diego obtendría el Torneo Apertura 1997.
En la temporada 1998 regresaría a River Plate y conseguiría la Copa Benito Pujol 1998.
La temporada 1998/99 sería la del salto al futsal profesional. Más precisamente a la Serie A1 de la Divisione Calcio a 5 italiana. Esa temporada la jugó con el Firenze C5. Diego firmaría en la 1999/2000 con el Fas Pescara, luego fue contratado 2 temporadas por la Gruppo Sportivo BNL. En la 2002/2003 regresaría una temporada al Fas Pescara antes de disputar una con el Icobit Montesilvano.
En la temporada 2004/2005 partiparia de la mejor liga del mundo de futsal: la División de Honor de la LNFS española. Contratado por el Autos Lobelle de Santiago. Por desavenencias contractuales decide no renovar y la 2005/2006 la comenzara en el AS Nepi, pero el regreso al fútbol sala italiano solo sería por 6 meses. Disputó la Recopa de Europa de Fútbol Sala 2005 en Lugo, España.
En diciembre de 2005 Giustozzi ficha por el Caja Segovia, consagrándose como uno de los mejores jugadores de futsal de la historia argentina. En septiembre de 2007 sufre una lesión del ligamento de una de sus rodillas, por lo cual se perdió toda la temporada 2007/2008. 
Luego de largas negociaciones no renueva su contrato con el club castellano-leones y para la temporada 2009/2010 regresa al futsal italiano, convirtiéndose en jugador del Ponzio Pescara.
En la temporada 2010/2011 es contratado por Acqua Claudia Roma de la Serie B (tercera categoría del futsal italiano) consiguiendo ese mismo año el campeonato y ascenso a la Serie A2.
En la temporada 2012/2013 fue contratado por el Real Rieti de la Serie A1. Al finalizar dicha temporada se produce su regreso al futsal argentino, regresando al River Plate.
Con la selección argentina obtuvo la Copa América 2003, el Torneo KL5 de Malasia, el cuarto puesto en el Campeonato Mundial de futsal de la FIFA 2004 y la medalla de plata en los Juegos Panamericanos de Río de Janeiro 2007. 
Participó del primer triunfo en la historia de una selección argentina de fútbol sala sobre su par de Brasil. 
Fue uno de los estandartes del sexto puesto conseguido en el Campeonato Mundial de futsal de la FIFA 2008, que significó su retiro de la selección nacional.

## Como entrenador
A finales de 2013 fue designado Director Técnico del Seleccionado Argentino y en sus declaraciones iniciales dejó en claro algunos aspectos importantes de la conducción de equipos:
“Busco siempre la perfección. También lograr la unión de todos los componentes al 101%. Soy un convencido de lo que se logra en la cancha durante el juego, es un trabajo de la semana. Para mí la semana es clave. Después con el compromiso y la profesionalidad de todos no tendremos problemas. Tenemos que estar a la altura a nivel de juego y resultado. Con la concentración y el sacrificio de la semana se puede llegar a cualquier objetivo".
"Yo me crié acá buscando una idea de disciplina y conducta que esté más allá de resultados y en eso estoy muy de acuerdo. Creo que la disciplina te lleva a la profesionalidad y la profesionalidad al resultado, así que quiero mantener esa misma conducta…".
Sobre el estilo de juego, declaró: "El estilo es agresivo, buscando la perfección, recuperando la pelota rápido. Además, el equipo tiene que ser protagonista siempre con la pelota y sin la pelota. Me gustan los equipos verticales. De todos modos, uno deberá adaptarse a las circunstancias. Habrá partidos en lo que uno tendrá que sufrir más y hay otros en los que tendremos más la pelota. La semana de trabajo es fundamental para estar capacitado en todas las posibilidades que da el juego".
Su ciclo al frente de la selección empezó de una gran manera, con una medalla de plata en los Juegos Sudamericanos 2014 y con el título del torneo Cuatro Naciones, ganándole la final a Brasil, sobre la hora, luego de remontar un 0-2 en contra 
En agosto de 2014 se consagró campeón de la 3° edición de la Continental Cup
En la Copa América 2015 condujo a Argentina al 2° título de su historia.
Según palabras de los propios jugadores, Diego ha sido el líder del equipo que obtiene la Copa del Mundo 2016 realizada en Colombia, donde derrotaron a Rusia por 5-4, rompiendo así la hegemonía de Brasil y España.

## Clubes

### Como jugador
| Club                      | País      | Año                 |
| ------------------------- | --------- | ------------------- |
| Atlético Lugano           | Argentina | 1995-1997           |
| River Plate               | Argentina | 1998                |
| Firenze C5                | Italia    | 1998/1999           |
| Fas Pescara               | Italia    | 1999/2000           |
| Gruppo Sportivo BNL       | Italia    | 2000/2001-2001/2002 |
| Fas Pescara               | Italia    | 2002/2003           |
| Icobit Montesilvano       | Italia    | 2003/2004           |
| Autos Lobelle de Santiago | España    | 2004/2005           |
| AS Nepi                   | Italia    | 2005/2006           |
| Caja Segovia              | España    | 2005/2006-2008/2009 |
| Ponzio Pescara            | Italia    | 2009/2010           |
| Acqua Claudia Roma        | Italia    | 2010/2011-2011/2012 |
| Real Rieti                | Italia    | 2012/2013           |
| River Plate               | Argentina | 2013                |

### Como entrenador
| Club | País | Año |
| ---- | ---- | --- |

| Selección Argentina (Entrenador) | Argentina | 2013/2014-2017/2018 |
| ElPozo Murcia (Entrenador)       | España    | 2018/2019-...       |
| Selección Vietnam (Entrenador)   | Vietnam   | 2022-...            |

## Palmarés
Como jugador
- Apertura 1997
- Copa Benito Pujol
- Copa América 2003
- Torneo KL5 de Malasia
- Serie B 2010/2011

Como Director Técnico
- Medalla de Plata en los Juegos Sudamericanos (2014)
- Copa de las Naciones 2014
- Continental Cup (2014)
- Copa América (2015)
- Copa del Mundo de Fútbol de sala (2016)